# 大眾情性
《大眾情性》（英語：Sexpedia），是香港電視網絡製作的時裝喜劇電視劇，由陳柏宇及蔣祖曼領銜主演，並由謝芷倫、陸駿光、黃美棋及鮑康兒聯合主演。

## 演員表

### 高家
| 演員           | 角色  | 暱稱/關係 |
| 李鴻           |       | 高迪之父 專欄故事作家，廣受大眾歡迎，筆名「神之手」 任職海關，對知識產權極為重視 |
| 區天明（童年） | 高 迪 | D仔、舉弱男（谷采怡專稱） 任職IT工作，兼職專欄故事作家 於童年時遭遇連番挫折而患上自我應驗預言 單戀張芊芊 於第8集與谷采怡發生性行為 於第10集與張芊芊接吻 於第11集成功向葉麗紅索取親筆簽名色情影碟「極度綺夢」 於第12集拍攝大量「女王萬歲」影片，最終哄回谷采怡 |
| 陳柏宇         | 高 迪 | D仔、舉弱男（谷采怡專稱） 任職IT工作，兼職專欄故事作家 於童年時遭遇連番挫折而患上自我應驗預言 單戀張芊芊 於第8集與谷采怡發生性行為 於第10集與張芊芊接吻 於第11集成功向葉麗紅索取親筆簽名色情影碟「極度綺夢」 於第12集拍攝大量「女王萬歲」影片，最終哄回谷采怡 |

### 谷家
| 演員   | 角色    | 暱稱/關係 |
| 郭 鋒  |         | 谷采怡之父 與其妻於十多年前離婚 勸服谷采怡放棄繼續與Wallace戀愛 經常於石卵路上健體而產生疼痛發出叫聲又誤按手機致電其女，被其女誤以為色情狂 |
| 盧希萊 | Louisa  | 谷采怡之母 與其父於十多年前離婚 現任丈夫為Charles |
| 曾啟綸 | Charles | 谷采怡之繼父 因嘗試「天外飛仙」而扭傷入院 |
| 呂 熙  | Daniel  | 谷采怡繼父之表舅父，谷稱他為表舅公 經營創意網上生意 對谷采怡有好感 於第8集向谷采怡表白，但谷采怡沒有任何表示 於第10集與谷采怡進行首次約會 於第11集給谷采怡選擇接受他與否，但最終谷采怡選擇高迪 其後返回洛杉磯不再回港 |
| 蔣祖曼 | 谷采怡  | Candy's Toy Shop性玩具店老闆 Wallace之女友，於第1集分手 周子健之中學師妹 於第一次與周子健發生性行為時因其突然出血性腦中風，以致日後與男性近距離接觸均會氣喘 於第2集起與高迪互生情愫 於第8集與高迪電話調情，其後發生性行為 於第9集因高迪與張芊芊關係糾纏不清而決定分手 於第11集閱畢Daniel的打氣影片後，決定選擇高迪 於第12集因逃避高迪而避走美國 最終因「女王萬歲」影片被高迪感動而與他復合 |

### 吳家
| 演員   | 角色   | 暱稱/關係 |
| 馮素波 |        | 吳曉旭之外母 吳祖苗、吳祖堯 於第12集到港要求吳祖苗及吳祖堯回到加拿大 |
| 陸駿光 | 吳曉旭 | Moses 雜誌社風月版總編輯，高迪之上司 愛好夜生活 單戀何小草 吳祖苗、吳祖堯之父，與其母於十多年前離婚 姓名諧音唔曉旭(不主動)                                                         |
| 黃美棋 | Nancy  | 吳曉旭之妻 吳祖苗、吳祖堯之母 已去世 |
| 黃美棋 | 吳祖苗 | Milk 吳曉旭之女 吳祖堯之姊 於第8集與何小草強行扔掉所有吳曉旭及吳祖堯的色情影片 於第11集與吳祖堯重現20年前其父母在沙灘約會的情景                                                    |
| 顧定軒 | 吳祖堯 | Joe 吳曉旭之子 吳祖苗之弟 收藏大量成人影片，並甚有研究 經常模仿其父吳曉旭言行舉止 於第9集在吳曉旭的安排下與何小草約會，但最終失敗 於第11集與吳祖苗重現20年前其父母在沙灘約會的情景 |

### 莫家
| 演員           | 角色   | 暱稱/關係 |
| 謝芷倫         | 莫翠蓮 | Selina 香港兩性醫務中心性治療師 曾留學澳大利亚六年 時常於劇集的不同部分出現，以講解正確的性知識 Nelson之妻 Sharon、Peggy、Elaine之好友 接受其夫易服，但於第5集因受外界眼光而觸及底線 經常到一網上電台節目解答聽眾的性疑難 於第11集拒絕Nelson的改變，並與其不再存在任何感情 於第12集以男裝扮相與Nelson重新結婚 |
| 呂柏輝（青年） | Nelson | 莫翠蓮之夫 喜歡易服 於第5集因莫翠蓮受不了親戚壓力而勸他別以女裝扮相外出，而辦理離婚 於第11集尋找性愛代理人，試圖戒除其易服行為 於第12集與莫翠蓮重新結婚 |
| 湯俊明         | Nelson | 莫翠蓮之夫 喜歡易服 於第5集因莫翠蓮受不了親戚壓力而勸他別以女裝扮相外出，而辦理離婚 於第11集尋找性愛代理人，試圖戒除其易服行為 於第12集與莫翠蓮重新結婚 |

### 社交舞班
| 演員   | 角色       | 暱稱/關係                                         |
| 郭卓樺 | 舞蹈教師   | 社交舞班導師                                      |
| 陳柏宇 | 高 迪      | 跳舞班學員 參見高家                               |
| 蔣祖曼 | 谷采怡     | 跳舞班學員 參見谷家                               |
| 高俊文 | 李 生      | 跳舞班學員                                        |
| 李 楓  | 李 太      | 跳舞班學員                                        |
| 林景弘 | 佘 生      | 跳舞班學員                                        |
| 王少萍 | 佘 太      | 跳舞班學員                                        |
| 陳佩思 | Sharon     | 跳舞班學員 莫翠蓮之好友                           |
| 李忠希 | Sharon丈夫 | 經常要求其妻轉換性愛體位，令她感到疲倦            |
| 菁 瑋  | Peggy      | 跳舞班學員 莫翠蓮之好友                           |
| 杜飛龍 | Peggy丈夫  | 因其渴望得到滿足感而令其妻需要假裝性高潮          |
| 關伊彤 | Elaine     | 跳舞班學員 莫翠蓮之好友                           |
| 林紹奎 | Elaine丈夫 | 經常詢問其妻是否到達性高潮 於現實亦為關伊彤的丈夫 |
| 何慶輝 | Leo        | 跳舞班學員                                        |
| 余天欣 | Leo妻      | 因其疑心重而令其夫需要假裝性高潮                  |

### 老夫老妻、年輕家庭性疑難（第1集）
| 演員   | 角色   | 暱稱/關係                                                                   |
| 高俊文 | 李 生  | 於第1集因其妻不願意發生性行為而惱火 於第2-3集期間不斷要求其妻與其發生性行為 |
| 李 楓  | 李 太  | 於第1集不願意與其夫發生性行為而爭執                                         |
| 陳綺雯 | 李小姐 | 於第1集陪同母親尋求協助                                                     |
| 羅貫峰 | 陳 生  | 於第1集懷疑因自己的性能力有缺憾而尋求協助                                   |
| 謝珊珊 | 陳 太  | 於第1集懷疑因自己不能滿足丈夫的性需求而尋求協助                             |

### 活塞男個案（第2集）
| 演員   | 角色   | 暱稱/關係                                                                                    |
| 陳仕文 | 曹先生 | 活塞男 張麗芳之夫 因其妻子不能滿足其性慾而在公園的長椅上自慰，但被小孔塞住，最後引起公眾注意 |
| 何詠雯 | 張麗芳 | 區議員 因經常需要參與會議及其夫不能體諒其需要而不願意發生性行為 經治療後解開心結             |

### 陰道痙攣個案（第3集）
| 演員   | 角色  | 暱稱/關係                                                   |
| 傅楚惠 | 丁 太 | 患有陰道痙攣 因小時候偷偷撫摸性器官被其母斥責而對性產生陰影 |
| 李煌生 | 丁 生 | 體諒其妻 見醫生後致力開解其妻                               |

### 早洩個案（第4集）
| 演員   | 角色   | 暱稱/關係                              |
| 李雨陽 | Sunny  | 患有早洩 經PC肌治療後性能力回復正常    |
| 李焯寧 | Monica | 一直期望其夫能以英雄形象與其發生性行為 |

### 不射精症個案（第5集）
| 演員   | 角色  | 暱稱/關係 |
| 林遠迎 | 佘 生 | 其年少時自慰被大伯發現而教授他不能胡亂射精的通俗思想而令他深信不疑 因童年經歷而患有不射精症，雖然有性慾但不能射精 |
| 王少萍 | 佘 太 | 因其夫不能射精而覺得他不願意生育                                                                                  |

### 易服個案（第5集）
| 演員   | 角色     | 暱稱/關係                                          |
| 鄭家生 | 趙 生    | 因其子喜歡易服而誤以為其為同性戀者                 |
| 張鴻熙 | 趙生兒子 | 喜歡易服 被誤以為同性戀 因其喜好被女朋友發現而分手 |

### 性初哥個案（第6集）
| 演員   | 角色  | 暱稱/關係                      |
| 賀文傑 | 何 生 | 因不懂性愛技巧而不能進行性行為 |
| 丁樂鍶 | 何 太 | 因不懂性愛技巧而不能進行性行為 |

### 戀足（第7集）、兒童性教育個案（第7－8集）
| 演員   | 角色   | 暱稱/關係                                                                                    |
| 劉秉賓 | 張 生  | 戀足 經常於公司內偷拍女同事的腿部 曾於接受治療後情況好轉，但最後因公司裁員壓力過大而再犯被捕 |
| 黃文標 | 言 生  | 言志樂之父 曾因言志樂頑皮而將他困在房間一周                                                  |
| 岑潔儀 | 言 太  | 言志樂之母                                                                                   |
| 陳學文 | 言志樂 | 因性好奇驅使他掀起朋友的裙子 經常偷看其父母性行為                                            |

### SM個案（第8集）
| 演員   | 角色     | 暱稱/關係                                                     |
| 朱婉儀 | 莎       | 對性虐待有強烈興趣，後接受治療 經常要求網友與其進行性虐待行為 |
| 黃澤鋒 | 莎男友米 | 莎之男友 不能接受性虐待行為                                   |

### 愛滋恐懼症個案（第10集）
| 演員   | 角色 | 暱稱/關係                                                                                                  |
| 莊兆麟 | 政   | 因18歲生日派對時發生不安全性行為而患有愛滋恐懼症 經常纏繞莫翠蓮要求為他治療 於第10集企圖跳樓，被Nelson制服 |

### 性愛代理人個案（第11－12集）
| 演員   | 角色   | 暱稱/關係 |
| 沈穎婷 | 岑向盈 | 性愛代理人 於第12集與余偉業發生性行為，滿足其性需要 |
| 卓 躒  | 余偉業 | 殘疾人士作家 於第11集要求莫翠蓮與其發生性行為失敗 於第12集與性愛代理人岑向盈發生性行為，滿足其性需要 其後因過度熱情被岑向盈取消最後一次預約感到極度失落，最終解開心結 |
| 侯建民 | 琛     | 余偉業之助手 |
| 何婷恩 | 主 持  | 岑向盈宣傳節目主持人 |

### 其他角色
| 演員   | 角色      | 暱稱/關係 |
| 鮑康兒 | 張芊芊    | 芊芊 公立醫院護士 Toby之好友 高迪之單戀對象 於第6集向高迪表明她擁有男朋友，但高迪仍然單戀她 於第10集對高迪產生愛意並妒忌其與谷采怡之間的關係                   |
| 林熹瞳 | 何小草    | 小草 空中服務員 其夫為外籍丈夫Scott 吳曉旭之性伴侶 吳祖苗之好友，被吳祖堯、吳曉旭所單戀 於第8集與吳祖苗強行扔掉所有吳曉旭及吳祖堯的色情影片 於第12集拒絕吳曉旭 |
| 陳思齊 | Toby      | 單戀高迪 張芊芊之好友 於第1集奪去高迪的第一次 於第2集藉意向高迪瘋狂購物                                                                                        |
| 楊鴻俊 | Wallace   | 谷采怡之前男友，於第1集分手 與Cathy有性關係 於第1集給予工人500元令谷采怡獲得最新出版的漫畫                                                                     |
| 余采霖 | Cathy     | Wallace之女朋友 已拍拖三年 |
| 周子龍 | 周子健    | Kenny 谷采怡之中學師兄，對其一直念念不忘 於第一次與谷采怡發生性行為時突然出血性腦中風，以致日後不舉                                                            |
| 李安娜 | 健未婚妻  | 周子健之未婚妻 妒忌周子健經常對谷采怡念念不忘 僱用私家偵探跟蹤谷采怡，但行蹤敗露                                                                               |
| 周俊偉 | 周俊偉    | 偉哥 拍攝警界線劇集中，飾演蔡鷹揚 (客串第8集) |
| 唐 寧  | 唐 寧     | 寧姐 拍攝警界線劇集中，飾演丁小海 (客串第8集) |
| 周灝俊 | 高迪偉    | 於高迪童年時因與其名字相差一個字獲得大獎而令其心靈受創 |
| 黃鳳   | 徐 姑     | 在街頭賣藝及歌唱者 |
| 鄭恕峰 | 王 伯     | 徐姑、何太之好友 |
| 林影紅 | 何 太     | 徐姑、王伯之好友 |
| 黎振燁 | 旭同事甲  | 吳曉旭之同事 |
| 陳駿熙 | 旭同事乙  | 吳曉旭之同事 |
| 嘉 駿  | Gary      | 高迪之同事 |
| 李芷琪 | 怡舊同學  | 谷采怡之舊同學 |
| 郭仲添 | 怡舊同學  | 谷采怡之舊同學 |
| 古天祥 | 神之手    | 專欄故事作家「神之手」筆下故事真人版電影男主角 |
| 趙敏通 | 4仔店店員 | 經營樓上翻版色情電影影碟店 |
| 伍慧珊 | May       | 吳曉旭於第4集結識的性伴侶 育有一八個月大的兒子 |
| 黎振燁 | Drew      | 曾長居法國的畫家 於第4集試圖非禮谷采怡 |
| 許俊豪 | 烹飪導師  | 谷采怡及高迪參加的烹飪班的導師 |
| 黃 欣  | Celia     | 吳祖苗之上屆學姊 於酒吧內恥笑吳曉旭像一個老伯，其後發生性行為                                                                                                  |
| 黃翠儀 | 葉麗紅    | 紅姐 色情影碟「極度綺夢」主角 |

## 拍攝場地
劇中的情趣用品店 Candy's Toy，於 Sally's Toy 中環店實地拍攝。

## 性健康顧問
何慕詩（Cynthia Ho）
陶芍伶（Tury To）
方　陽（Francois Fong）

## 記事
- 2013年8月16日：此劇的大綱於香港電視網絡官方面書公佈，並向網民徵求劇名。
- 2013年9月2日：此劇舉行造型記者會。[3]
- 2013年10月16日：香港電視網絡因不獲發免費電視牌照，宣佈停拍此劇。
- 2014年2月28日：此正式復拍。[4]
- 2014年6月23日：劇組舉行煞科宴。[1]
- 2015年4月2日：第一集中約十分鐘片段上載至YouTube及香港電視應用程式供網民欣賞。

## 製作團隊
| - 導演：黃頴珊 - 編審：張之彥、冼少玲 - 副導演：羅文瑜、陳賢俊、黃志邦 - 編劇：黃佩珊、張靜雯、羅金翡 - 製片：羅婉霞 - 化粧：鄭巧玲、彭昇裕 - 化粧指導：胡鳳美 - 特技化粧：陳志陽 - 髮型：盧志民、戴進洋 - 髮型指導：廖海明 - 服裝設計：何思敏、廖國威 - 服裝：盧素容、司徒慧筠 - 美術指導：Mike Hui - 副美術指導：Sara Lok - 營造統籌：鄒旭年 - 置景道具：葉錦鴻、王志雄 - 攝影師：區志明、徐偉光 - 攝影助手：鄭劍華、李中舜 | - 收音師：吳國健、孔健康 - 收音助手：陳嘉駿、劉望 - 燈光師：李保林、楊繼添 - 燈光助手：吳世全、謝健維 - 劇務：曾國華、張錦培 - 剪接：王育明、張詠傑、馬文趣、何麗萍 - 視覺特效統籌及片頭設計：李自力 - 視覺特效：李自力 - 數碼調色及視像效果：鄭凱明 - 平面及電腦繪圖設計：Manie Lee - 配樂指導：陳詩慧 - 聲音製作：iZone Sound Design - 音響製作：余家祿 - 效果剪接：黃慧詩、潘鍵恆 - 混音：葉昞村 - 效果：葉景輝、林漢釗、曾智豪 - 製作聯絡：歐偉達、葉俊傑、劉心賢、葉柏麟 |

## 外部連結
- YouTube上的大眾情性 第一集片段

## 節目變遷
| cHK香港台 星期一至五 22:00－23:00     | cHK香港台 星期一至五 22:00－23:00   | cHK香港台 星期一至五 22:00－23:00 |
| ------------------------------------- | ----------------------------------- | --------------------------------- |
|                                       | 大眾情性 （2015年4月13日－4月28日） |                                   |
| 導火新聞線 （2015年3月10日－4月10日） | 驚異世紀 （2015年4月29日－5月11日） |                                   |

| 香港電視網絡 星期一至五 19:00－19:50 節目 | 香港電視網絡 星期一至五 19:00－19:50 節目 | 香港電視網絡 星期一至五 19:00－19:50 節目 |
| ----------------------------------------- | ----------------------------------------- | ----------------------------------------- |
|                                           | 大眾情性 （2015年4月13日－4月28日）       |                                           |
| 導火新聞線 （2015年3月10日－4月10日）     | 驚異世紀 （2015年4月29日－5月11日）       |                                           |

| 香港電視網絡 星期一至五 09:00－10:00 節目（其他重播時段請參見這裡） | 香港電視網絡 星期一至五 09:00－10:00 節目（其他重播時段請參見這裡） | 香港電視網絡 星期一至五 09:00－10:00 節目（其他重播時段請參見這裡） |
| ------------------------------------------------------------------- | ------------------------------------------------------------------- | ------------------------------------------------------------------- |
|                                                                     | 大眾情性 （2015年8月14日－8月31日）                                 |                                                                     |
| 我阿媽係黑玫瑰 （2015年8月3日－8月13日）                            | 童話戀曲201314 （2015年9月1日－9月22日）                            |                                                                     |

| 香港電視網絡 星期一至五 06:00－07:00 節目（其他重播時段請參見這裡） | 香港電視網絡 星期一至五 06:00－07:00 節目（其他重播時段請參見這裡） | 香港電視網絡 星期一至五 06:00－07:00 節目（其他重播時段請參見這裡） |
| ------------------------------------------------------------------- | ------------------------------------------------------------------- | ------------------------------------------------------------------- |
|                                                                     | 大眾情性 （2015年11月6日－11月23日）                                |                                                                     |
| 夜班 （2015年10月22日－11月5日）                                    | 童話戀曲201314 （2015年11月24日－12月15日）                         |                                                                     |

Template:即將推出的香港電視劇集